# ハマサンゴ科
ハマサンゴ科（Poritidae）はイシサンゴ目に属する科の一つで、この科に属する各種はサンゴ礁を作る造礁サンゴである。大きさや形状はさまざまだが、その多くは塊状、層状、あるいは枝状で、枝分かれや包み込みもみられる。サンゴ石には、骨格をおおう非常に小さな共有骨が密に詰まっている。サンゴ石の壁と隔壁は多孔質である。J.E.N. Veronは、この科は自然分類群ではなく他のどこにも入らない属を集めたものだと考えている。

## 属
海洋生物種の世界登録には以下の属がこの科に属する分類として掲載されている
- アワサンゴ属（英語版） de Blainville, 1830 - 約18種が属する。ポリプには12本の触手がある。
- ハナガササンゴ属（英語版） de Blainville, 1830 - 約30種が属する。ポリプには24本の触手がある。
- Machadoporites（英語版） - 単一種で構成される。唯一の種は Machadoporites tantillus（英語版）。
- ハマサンゴ属（英語版） - 約80種が属する。
- Poritipora（英語版） - 単一種で構成される。唯一の種は Poritipora paliformis（英語版）。
- ヒメサンゴ属（英語版） - 単一種で構成される。唯一の種は Stylaraea punctata（英語版）。